# Francesco Maria Avellino
Francesco Maria Avellino (Napoli, 14 agosto 1788 – Napoli, 9 marzo 1850) è stato un archeologo, linguista e numismatico italiano.
Francesco Maria Avellino fu uno degli studiosi, tipici del suo tempo,  che utilizzarono in vari settori metodi scientifici. Fu giurista, economista, poeta, archeologo, numismatico, epigrafista, filologo e grecista.

## Biografia
Francesco Maria nacque a Napoli da Gioacchino e Rosalba Barlea. Il padre era architetto e, come scrive egli stesso, fu educato da Giovanni Andres, sotto la cui guida, tra l'altro, visitò Roma, "per conoscere da vicino quei magnifici monumenti".
Studiata a Napoli giurisprudenza, iniziò la pratica dell'avvocato, ma già nel 1807 iniziò dapprima a far parte della segreteria di Stato, e in seguito, nel 1814, divenne socio ordinario all'Accademia di storia ed antichità. Nel mese di marzo 1815 ebbe la cattedra di lingua greca alla regia università di Napoli. Lo stesso anno 1815, oltre a tenere la cattedra all'università, intraprese nuovamente la professione di avvocato.
Nel 1821 fu abolita la cattedra di lingua greca, e Avellino prese quella di economia pubblica, e in seguito quella di istituzioni di diritto civile.
Fu eletto segretario perpetuo dell'Accademia Pontaniana e nel 1832 ebbe lo stesso incarico all'Accademia Ercolanese al posto di Francesco Carelli.
Il 9 gennaio 1834 divenne socio dell'Accademia delle scienze di Torino.
Tra il 1839 ed il 1850 fu il responsabile degli scavi archeologici di Pompei. In particolare si preoccupò prima di tutto dell'analisi dei ritrovamenti. Con il suo lavoro Osservazioni sopra alcune iscrizioni e disegni graffiti sulle mura di Pompei, che lesse nel 1840 davanti all'Accademia Ercolanese, giustificò l'uso di un nuovo tipo di fonte, i graffiti. Avellino, il primo interprete di queste fonti, fu anche il primo ad usare la parola graffiti per indicarle.
Nel 1832 pubblicò nella rivista «Progresso» un saggio sull'archeologia (Cenni sugli studi archeologici), in cui proponeva nuove metodiche di ricerca.
Nel 1840, divenne socio corrispondente dell'Académie des inscriptions et belles-lettres di Parigi. Nel 1842 fondò il «Bullettino archeologico Napoletano».
Direttore del Real Museo Borbonico, Avellino fu presidente dell'Accademia della Crusca, succedendo a Ennio Quirino Visconti.
Tra il 1808 ed il 1814 aveva pubblicato un catalogo delle monete italiane antiche: Italiae veteris numismata.
Il 5 marzo 1882 fu scoperto un suo busto a Castel Capuano, la sede del Tribunale di Napoli, con una Laudatio di Luigi Landolfi.